# Liste des intercommunalités à fiscalité propre de la Vendée

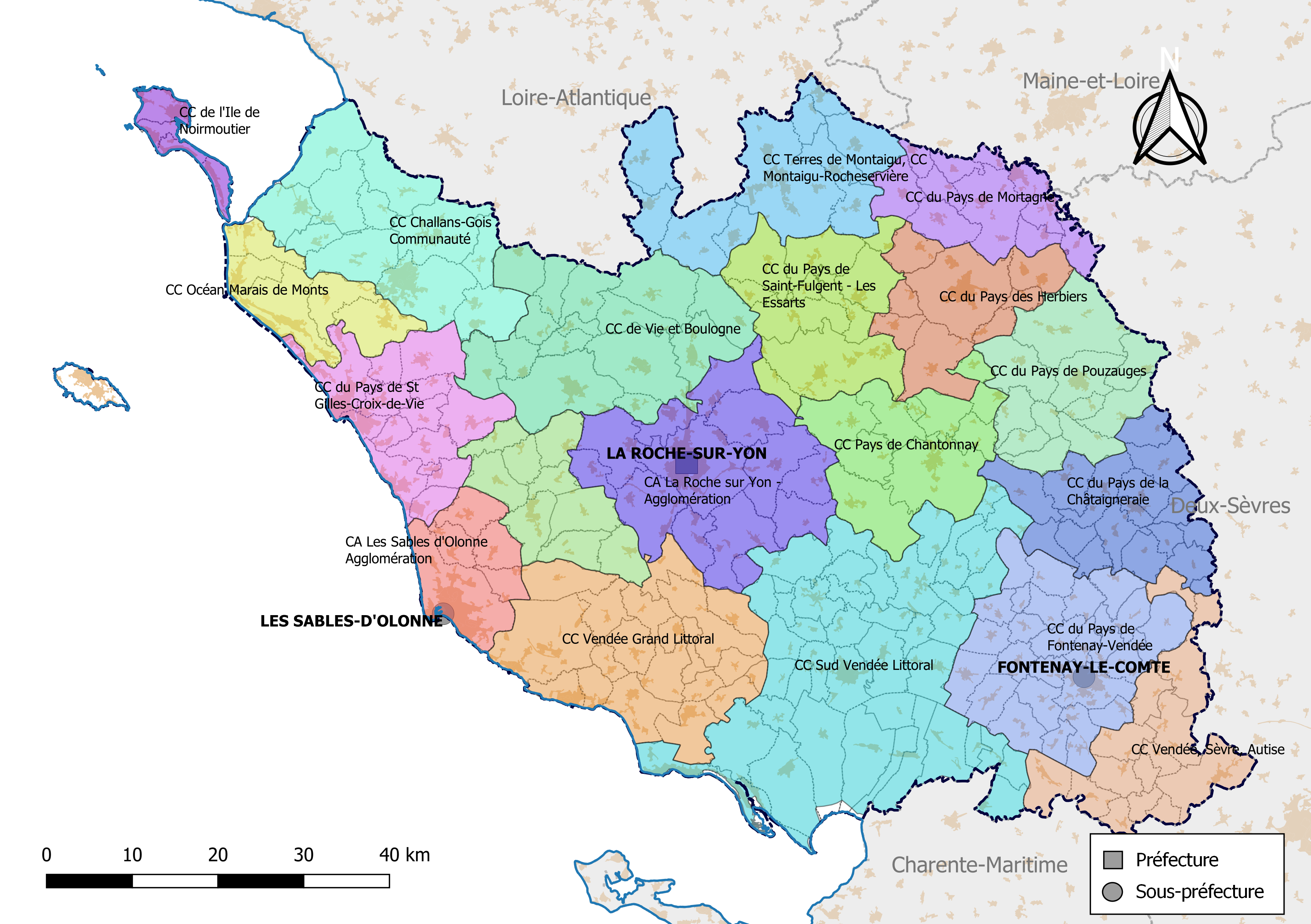
Carte des EPCI à fiscalité propre de la Vendée au 1er janvier 2019.

Au 1er janvier 2022, le département de la Vendée compte 19 établissements publics de coopération intercommunale à fiscalité propre dont le siège est dans le département (4 communautés d'agglomération et 15 communautés de communes). Une commune sur les 258 du département reste isolée (L'Île-d'Yeu).

## Liste des intercommunalités à fiscalité propre
| Forme juridique            | Nom                                             | no SIREN  | Date de création | Nombre de communes | Population (der. pop. légale) | Superficie (km2) | Densité (hab./km2) | Siège                 | Président          |
| -------------------------- | ----------------------------------------------- | --------- | ---------------- | ------------------ | ----------------------------- | ---------------- | ------------------ | --------------------- | ------------------ |
| Communauté d'agglomération | La Roche-sur-Yon Agglomération                  | 248500589 | 1er janvier 2010 | 13                 | 98 273 (2021)                 | 499,40           | 197                | La Roche-sur-Yon      | Luc Bouard         |
| Communauté d'agglomération | CA Les Sables d'Olonne Agglomération            | 200071165 | 1er janvier 2017 | 5                  | 57 953 (2021)                 | 172,10           | 337                | Les Sables-d'Olonne   | Yannick Moreau     |
| Communauté d'agglomération | Pays de Saint-Gilles-Croix-de-Vie Agglomération | 200023778 | 1er janvier 2022 | 14                 | 52 407 (2021)                 | 292,20           | 179                | Givrand               | François Blanchet  |
| Communauté d'agglomération | Terres de Montaigu, communauté d'agglomération  | 200070233 | 1er janvier 2022 | 9                  | 50 547 (2022)                 | 379,30           | 133                | Montaigu              | Antoine Chereau    |
| Communauté de communes     | CC Sud Vendée Littoral                          | 200073260 | 1er janvier 2017 | 42                 | 55 649 (2022)                 | 942,10           | 59                 | Luçon                 | Brigitte Hybert    |
| Communauté de communes     | CC Challans-Gois Communauté                     | 200071629 | 1er janvier 2017 | 11                 | 49 723 (2021)                 | 440,30           | 113                | Challans              | Alexandre Huvet    |
| Communauté de communes     | CC de Vie et Boulogne                           | 200072882 | 1er janvier 2017 | 15                 | 45 851 (2021)                 | 489,70           | 94                 | Le Poiré-sur-Vie      | Guy Plissonneau    |
| Communauté de communes     | Pays-de-Fontenay-Vendée                         | 200071934 | 1er janvier 2017 | 25                 | 35 348 (2021)                 | 463,50           | 76                 | Fontenay-le-Comte     | Ludovic Hocbon     |
| Communauté de communes     | Vendée-Grand-Littoral                           | 200071900 | 1er janvier 2017 | 20                 | 35 511 (2021)                 | 504,60           | 70                 | Talmont-Saint-Hilaire | Maxence De Rugy    |
| Communauté de communes     | CC du Pays des Herbiers                         | 248500621 | 1er janvier 1995 | 8                  | 30 543 (2021)                 | 249,60           | 122                | Les Herbiers          | Véronique Besse    |
| Communauté de communes     | CC du Canton de Mortagne-sur-Sèvre              | 248500662 | 23 décembre 1996 | 11                 | 28 072 (2021)                 | 228,80           | 123                | La Verrie             | Guillaume Jean     |
| Communauté de communes     | CC du Pays de Saint-Fulgent - Les Essarts       | 200071918 | 1er janvier 2017 | 12                 | 28 768 (2021)                 | 324,70           | 89                 | Saint-Fulgent         | Jacky Dallet       |
| Communauté de communes     | CC du Pays de Pouzauges                         | 248500464 | 21 décembre 2001 | 10                 | 23 171 (2021)                 | 318,80           | 73                 | Pouzauges             | Bérangère Soulard  |
| Communauté de communes     | CC du Pays-de-Chantonnay                        | 248500340 | 28 décembre 1992 | 10                 | 23 054 (2021)                 | 317,70           | 73                 | Chantonnay            | Isabelle Moinet    |
| Communauté de communes     | CC Océan marais de Monts                        | 248500258 | 24 décembre 1992 | 5                  | 19 755 (2021)                 | 184,50           | 107                | Saint-Jean-de-Monts   | Véronique Launay   |
| Communauté de communes     | CC du Pays des Achards                          | 248500530 | 1er janvier 1993 | 9                  | 20 174 (2022)                 | 226,66           | 89                 | Les Achards           | Patrice Pageaud    |
| Communauté de communes     | CC Vendée Sèvre Autise                          | 248500563 | 1er janvier 1993 | 15                 | 16 178 (2021)                 | 299,30           | 54                 | Oulmes                | Michel Bossard     |
| Communauté de communes     | CC du Pays de la Châtaigneraie                  | 248500415 | 1er janvier 2001 | 14                 | 15 588 (2021)                 | 316,60           | 49                 | La Tardière           | Valentin Josse     |
| Communauté de communes     | CC de l'île de Noirmoutier                      | 248500191 | 9 février 2004   | 4                  | 9 219 (2021)                  | 48,80            | 189                | Noirmoutier-en-l'Île  | Dominique Chantoin |